# Starsky & Hutch
Starsky & Hutch va ser una popular sèrie de televisió estatunidenca dels anys 1970 que consisteix en 92 episodis regulars de 48 minuts i un episodi pilot de 90 minuts de durada, creada per William Blinn i transmesa entre el 30 d'abril de 1975 i el 15 de maig de 1979 en la cadena ABC. Va ser dirigida per Jack Starrett (sota el nom de Claude Ennis Starrett Jr.), qui després va dirigir The Dukes of Hazzard (1979), una sèrie d'alguna forma similar. La sintonia la va compondre Tom Scott.

## Argument

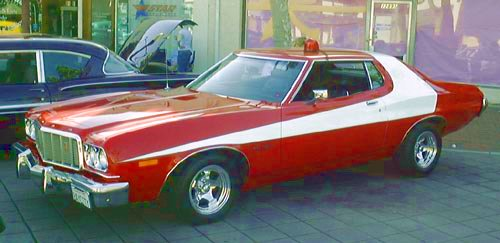
Un Ford Gran Torino de 1975, una còpia del cotxe característic dels protagonistes.

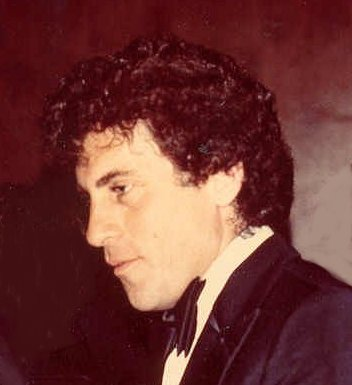
Actor Paul Michael Glaser: Detectiu David Starsky.

Els protagonistes eren dos detectius de policia de civil californians, el bru i cepat David Starsky (Paul Michael Glaser) i l'estilitzat ros Kenneth "Hutch" Hutchinson (David Soul), qui representava a un tipus de policia més intel·lectual. Eren coneguts per manejar un veloç i distintiu Ford Gran Torino, vermell amb una llarga pipa blanca pintada, propietat i orgull de Starsky (Hutch posseeix un cotxe molt vell -criticat sempre pel seu company-, i alguna vegada es refereix al cotxe de Starsky com a "tomàquet amb ratlles"). El seu cap era el capità Harold Dobey (Bernie Hamilton), i el seu contacte al "baix món", un extravagant home negre sobrenomenat Huggy Bear, interpretat per l'inefable Antonio Fargas.
L'acció transcorre normalment en el districte de Bay City, Califòrnia, encara que en alguns capítols la parella protagonista es veu obligada a traslladar-se a altres ciutats com la pròxima San Francisco, o a altres més allunyades com Las Vegas, etc. Tots dos companys tenen en comú els seus fracassos afectius, sent Hutch qui més parelles ocasionals mostra durant la sèrie; Starsky, en canvi, apareix normalment com algú a la recerca d'un gran amor, que davant cada oportunitat es malmet.
Entre els atributs diferencials d'aquesta sèrie poden considerar-se: les escenes d'acció; la importància del rol de l'automòbil com un personatge més en la caracterització (cosa que ha generat un mític fanatisme per aquest model de Ford); l'humor que solen mostrar tant Starsky i Hutch entre si com amb el seu cap, el Capità Dobey i sobretot, l'espieta Huggy Bear (qui a més protagonitza un dels capítols com a víctima d'una banda delictiva); la personalitat ben diferenciada de tots dos personatges centrals, acompanyat per sengles vestuaris ben reeixits (Starsky llueix senzill, mentre que Hutch a la moda). És de destacar que Starsky usi les mateixes sabates esportives blaves durant pràcticament tot el desenvolupament de la sèrie.
Com a curiositat, en un capítol d'aquesta sèrie, els dobles d'acció (vestits i caracteritzats com els protagonistes) i l'automòbil suplementari (idèntic a l'original) són perseguits per Starsky & Hutch, com a part d'un guió on els policies eren objecte d'un parany per a desacreditar-los. Una altra curiositat és que, en les escenes preses d'enfront de l'automòbil, el mateix no presenta el mirall retrovisor central en el parabrisa (segurament per a no destorbar el pla); no obstant això, quan la presa mostra al Gran Torino vermell en plans de carrer, es nota la presència d'aquest.
Starsky & Hutch va ser molt ben acollida en gran part d'Hispanoamèrica com a Espanya, amb sengles doblatges diferenciats, aconseguint enorme popularitat i excel·lent ràting en diversos països hispanoparlants. A Espanya la sèrie va guanyar el TP d'Or 1977 a la millor sèrie estrangera, i ambdós protagonistes foren segon i tercer classificats com a millors actors estrangers.
La música de la primera temporada va ser encomanada al cèlebre compositor argentí Lalo Schifrin (autor ja per a llavors de mítics temes televisius com Mission: Impossible i Mannix), qui li va donar un caràcter més aviat dramàtic triant una orquestració acústica. A causa del caire més relaxat i modern que van anar prenent els guions, es va creure convenient canviar el tema principal ja per a la segona temporada, adoptant-se una música elèctrica i rítmica, més actual als temps que corrien.
La popularitat d'aquesta sèrie va permetre el debut com a cantant de David Soul (Hutch), qui en un capítol "debuta" com a tal davant el públic, apadrinat per una estrella del Country Folk. El seu tema Silver lady seria un notable èxit de vendes, encara que més tard la seva carrera no progressaria.
En 1977, la creixent preocupació sobre la violència a televisió va obligar els escriptors al fet que tallessin escenes d'acció a canvi de desenvolupaments més romàntics. Això va contribuir, amén del desgast lògic que tota sèrie acusa després de diverses temporades en l'aire, al fet que caigués la popularitat de la sèrie, que dos anys després seria cancel·lada.
Un quart de segle després que es deixés d'emetre en televisió, i com a part de tota una tanda de remakes d'antigues sèries, la sèrie va ser la inspiració per a la pel·lícula Starsky & Hutch, realitzada en 2004 i protagonitzada per Ben Stiller i Owen Wilson, a més de Carmen Electra i el raper Snoop Dogg interpretant a Huggy Bear.

## Protagonistes
- Paul Michael Glaser: Detective David Michael Starsky
- David Soul: Detective Kenneth Hutchinson "Hutch"
- Bernie Hamilton: Capità Harold Dobey
- Antonio Fargas: Huggy Bear

## Guia d'episodis

### Episodi pilot 1975
1. Starsky and Hutch in The threat

### Primera temporada 1975-76
1. Savage Sunday
2. Texas Longhorn
3. Death Ride
4. Snowstorm
5. The Fix
6. Death Notice
7. Pariah
8. Kill Huggy Bear
9. The Bait
10. Lady Blue
11. Captain Dobey, You're Dead!
12. Terror on the Docks
13. The Deadly Impostor
14. Shootout
15. The Hostages
16. Losing Streak
17. Silence
18. The Omaha Tiger
19. Jojo
20. Running
21. A Coffin for Starsky
22. The Bounty Hunter

### Segona temporada 1976-77
1. The Las Vegas Strangler - Part 1
2. The Las Vegas Strangler - Part 2
3. Murder at Sea - Part 1
4. Murder at Sea - Part 2
5. Gillian
6. Bust Amboy
7. The Vampire
8. The Specialist
9. Tap Dancing Her Way Right Back Into Your Hearts
10. Vendetta
11. Nightmare
12. Iron Mike
13. Little Girl Lost
14. Bloodbath
15. The Psychic
16. The Set-Up - Part 1
17. The Set-Up - Part 2
18. Survival
19. Starsky's Lady
20. Huggy Bear and the Turkey
21. The Committee
22. The Velvet Jungle
23. Long Walk Down a Short Dirt Road
24. Murder on Stage 17
25. Starsky and Hutch Are Guilty

### Tercera temporada 1977-78
1. Starsky & Hutch on Playboy Island - Part 1
2. Starsky & Hutch on Playboy Island - Part 2
3. Fatal Charm
4. I Love You, Rosey Malone
5. Murder Ward
6. Death in a Different Place
7. The Crying Child
8. The Heroes
9. The Plague - Part 1
10. The Plague - Part 2
11. The Collector
12. Manchild on the Streets
13. The Action
14. The Heavyweight
15. A Body Worth Guarding
16. The Trap
17. Satan's Witches
18. Class in Crime
19. Hutchinson: Murder One
20. Foxy Lady
21. Partners
22. Quadromania
23. Deckwatch

### Quarta Temporada 1978-79
1. Discomania
2. The Game
3. Blindfold
4. Photo Finish
5. Moonshine
6. Strange Justice
7. The Avenger
8. Dandruff
9. Black and Blue
10. The Groupie
11. Cover Girl
12. Starsky's Brother
13. The Golden Angel
14. Ballad for a Blue Lady
15. Birds of a Feather
16. Ninety Pounds of Trouble
17. Huggy Can't Go Home
18. Targets Without a Badge - Part 1
19. Targets Without a Badge - Part 2
20. Targets Without a Badge - Part 3
21. Starsky vs. Hutch
22. Sweet Revenge